# Spoorlijn Dülken - Brüggen
De Spoorlijn Dülken - Brüggen was een Duitse spoorlijn tussen Dülken en Brüggen en als spoorlijn 2513 onder beheer van DB Netze.

## Geschiedenis
Het traject werd door de Bergisch-Märkische Eisenbahn-Gesellschaft geopend op 1 oktober 1890. In 1966 is personenvervoer opgeheven op de lijn. In 1984 werd het gedeelte tussen Waldniel en Brüggen gesloten, gevolgd door het gedeelte tussen Dülken en Waldniel in 1998.

## Aansluitingen
In de volgende plaats was er een aansluiting op de volgende spoorlijn:
Dülken
DB 2510, spoorlijn tussen Viersen en Venlo